# Johann Friedrich von Marschalck

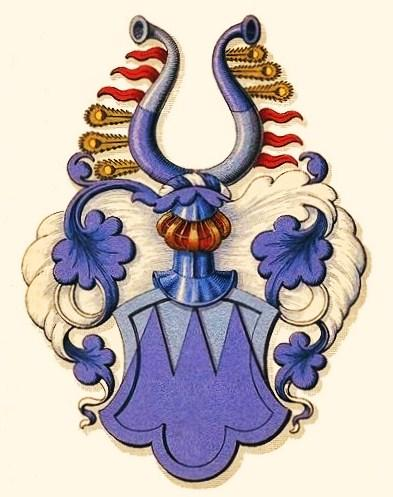
Wappen der Marschalck von Bachtenbrock

Johann Friedrich von Marschalck (* 26. November 1618 in Bremervörde; † 16. März 1679 auf der Festung Bergenhus) war Kanzler des dänischen Königs für Norwegen mit Sitz in Bergen (Norwegen).

## Leben
Johann Friedrich von Marschalck war Sohn des Bremen-Verdenschen Drosten Levin von Marschalck auf Hutloh (Hechthausen), der 1628/1629 Kanzler der Deutschen Kanzlei in Kopenhagen war und entstammte der Familie Marschalck von Bachtenbrock aus erzstiftisch-bremischem Uradel. Schon im Alter von sieben Jahren erhielt er am 24. Dezember 1625 auf Präsentation des Fürstbischofs Johann Friedrich von Schleswig-Holstein-Gottorf, der zugleich Administrator des Erzstifts Bremen war, eine Präbende als Domherr am Lübecker Dom.
Im Juni 1633 immatrikulierte er sich gemeinsam mit seinen jüngeren Brüdern Franz und Georg von Marschalck zum Studium der Rechtswissenschaften an der Universität Rostock. 1640 wurde königlich dänischer Hofjunker. Am 14. April 1652 erhielt er die dänische Adelsnaturalisation. Er wurde Geheimer Rat und 1674 unter König Christian V. der letzte Kanzler eines dänischen Königs in Norwegen. Mit ihm endete eine 400-jährige Tradition der Kanzlerschaft in Norwegen. Von 1669 bis zu seinem Tode 1679 bekleidete er das Amt des Stifts- und Oberamtmannes zu Bergen und war der letzte der den Titel eines Lehnsherr über Bergen führte.
Johann Friederich von Marschalck war Schwiegersohn von Jens Ågessøn Bjelke und Schwager von Ove Bjelke, Henrik Bjelke und Jørgen Bjelke. Sein Sohn Christian Friedrich von Marschalck (* ca. 1650; † 1719) war ein dänischer Kavallerist und zeitweiliger Besitzer der norwegischen Burg Austrått. Ein weiterer Sohn, Levin († 1686), wurde 1673 auf Präsentation seines Vaters ebenfalls Domherr in Lübeck.

## Auszeichnungen
- Dannebrogorden (1673)